# Wapen van Cambodja

Wapen van Cambodja.

Het wapen van Cambodja is in 1993 ingevoerd. Dat is hetzelfde jaar dat de eerste vrije verkiezingen zijn gehouden na de dictatuur van de Rode Khmer. Voor het dictatuur was een vergelijkbaar wapen in gebruik dat enkel op details afweek.

## Beschrijving
Centraal in het wapen staat een blauw schild met daarop afgebeeld twee op elkaar staande gouden bekers, die een religieuze betekenis hebben. Daarbovenop ligt een gouden zwaard, dat gemaakt zou zijn door de koning Jayavarman VI (regeerde van 1080 tot 1106). De bekers staan in het schild tussen twee lauriertwijgen. In de schildvoet is de Koninklijke Orde van Cambodja afgebeeld. Op het schild staat de gouden koninklijke kroon met aan beide zijden arabesken. Het schild is door een goud-zilveren dekkleed omgeven.
Schildhouder is aan weerszijden een gouden leeuw met een rode tong, waarvan de rechter (links op de afbeelding) een olifantenkop heeft. Beide leeuwen houden een gouden zonnescherm vast en staan op een blauwe band met een gouden rand. Op deze band staat een tekst in het Khmer die vrij vertaald betekent: Koning - Koninkrijk - Cambodja, ofwel Koning van het Koninkrijk Cambodja. Onder het schild en band hangen nog meer gouden arabesken.
Afghanistan · Armenië · Azerbeidzjan · Bahrein · Bangladesh · Bhutan · Brunei · Cambodja · China: Volksrepubliek / Republiek (Taiwan) · Cyprus · Filipijnen · Georgië · India · Indonesië · Irak · Iran · Israël · Japan · Jemen · Jordanië · Kazachstan · Kirgizië · Koeweit · Laos · Libanon · Malediven · Maleisië · Mongolië · Myanmar · Nepal · Noord-Korea · Oezbekistan · Oman · Oost-Timor · Pakistan · Palestina · Qatar · Rusland · Saoedi-Arabië · Singapore · Sri Lanka · Syrië · Tadzjikistan · Thailand · Turkmenistan · Turkije · Verenigde Arabische Emiraten · Vietnam · Zuid-Korea

Afhankelijke gebieden: Hongkong · Macau

Betwiste gebieden: Noord-Cyprus